# 32-Bataljon
32-Bataljon (afrikaans, ausgesprochen: drie-twee Bataljon, englisch three-two Battalion, informell nach dem Afrikanischen Büffel auch Büffel-Bataillon genannt,  portugiesisch Batalhão Búfalo und gelegentlich Os Terríveis = „Die Schrecklichen“) war ein Infanterie-Bataillon der South African Defence Force (SADF) im Apartheids-Südafrika. Es war vor allem im Bürgerkrieg in Angola aktiv.
Das Bataillon wurde 1975 von Jan Breytenbach gegründet, der dafür vor allem Soldaten der ehemaligen FNLA aus Angola anwarb. Das Bataillon kämpfte zusammen mit UNITA-Einheiten im südlichen Angola gegen die Truppen des MPLA (Angola), der SWAPO (Namibia) und ihre  kubanischen Unterstützer. Weil es vor allem in der Anfangszeit auch Freiwillige aus Großbritannien, Rhodesien, Portugal und den Vereinigten Staaten in diesem Bataillon gab, war es auch als südafrikanische Fremdenlegion bekannt.
Vor allem als Antiaufstandseinheit eingesetzt, wurde es immer wieder in reguläre Kampfhandlungen involviert. Mit 14 Honoris-Crux-Auszeichnungen für Tapferkeit im Kampf war es die höchstdekorierte Einheit der SADF.

## Geschichte
Der südafrikanische Offizier Jan Breytenbach gründete das Bataillon 1975 nach dem Ende des Entkolonisierungskonflikts in Angola aus ehemaligen Soldaten der Unabhängigkeitsbewegung Frente Nacional de Libertação de Angola (FNLA). Mit Hilfe Kubas und der Sowjetunion hatte sich eine andere Bewegung, das Movimento Popular de Libertação de Angola (MPLA), gegen die FNLA und eine dritte Bewegung, die União Nacional para a Independência Total de Angola (UNITA) militärisch durchgesetzt. Viele Kämpfer der FNLA, denen der Rückweg zu ihrer Basis in der heutigen Demokratischen Republik Kongo abgeschnitten war, flohen deshalb nach Südwestafrika (heute Namibia), das seinerzeit unter südafrikanischer Kontrolle stand. In Südafrika herrschte damals das Apartheidregime.
Das Bataillon bestand anfangs aus zwei Infanteriekompanien, einem Mörserzug, einer Panzerabwehr-Einheit und einem Maschinengewehrzug und hieß damals noch Bravo Group. Nach kurzer Zeit nannte die südafrikanische Armee es in 32-Bataljon um und weitete es auf sechs Infanteriekompanien, eine Aufklärungseinheit und eine Unterstützungseinheit mit Mörsern, panzerbrechenden Waffen und Maschinengewehren aus. Die Einheit bestand vor allem aus schwarzen angolanischen Soldaten und Unteroffizieren sowie weißen südafrikanischen Offizieren. Am Ende seiner Zeit in Namibia 1989 war es mit Ratel-Schützenpanzern und Valkiri-Raketenwerfern ausgestattet. 
32-Bataljon war im südlichen Angola stationiert, wo es als Puffer zwischen den regulären Truppen der südafrikanischen Armee und den Truppen von MPLA und Kuba diente. Es unterstützte die UNITA im Kampf gegen diese Truppen.  
Kurz vor der Unabhängigkeit Namibias wechselte das Bataillon im Jahr 1989 nach Südafrika, wo es wieder in der Aufstandsbekämpfung eingesetzt wurde. Am 8. April 1992 nahmen Mitglieder des 32. Battalion am „Phola-Park-Zwischenfall“ in Gauteng teil. Dabei erschossen Soldaten und Sicherheitskräfte Zivilisten. Die Regierung ließ dieses Ereignis von der Goldstone Commission untersuchen.
Als Ergebnis der Verhandlungen zwischen der südafrikanische Regierung und dem African National Congress löste die Armee die Einheit 1993 auf. Viele Mitglieder des Bataljons fanden später ein Auskommen als private Berater bei den Firmen Executive Outcomes und Sandline International, die auf Seiten der angolanischen Regierung gegen die UNITA und damit gegen ihre früheren Verbündeten kämpften.
Ende April 2015 wurde bekannt, dass mehrere Veteranen des Bataillons als Söldner für die nigerianische Armee gegen die Terrorgruppe Boko Haram im Bundesstaat Borno eingesetzt wurden.

## Sonstiges
Im Spielfilm Blood Diamond spielt Leonardo DiCaprio die Rolle des Danny Archer, eines ehemaligen Mitglieds des 32-Bataljon.